# Anderkonto
Das Anderkonto (oder Treuhandanderkonto) ist im Bankwesen ein Bankkonto, das der Vermögensverwaltung von fremdem Vermögen dient.

## Allgemeines
Zu den Bankkonten gehören neben dem wichtigsten Girokonto auch Fremdgeldkonto, Kautionskonto, Sparkonto, Sperrkonto, Tagesgeldkonto, Termingeldkonto, Treuhandkonto (Geldkonten), Metallkonto oder Wertpapierdepot (Sachkonten). Das Anderkonto ist eine Unterart des Treuhandkontos. Sie alle haben – außer dem Girokonto – einen bestimmten Zweck oder über sie können nur bestimmte Bankgeschäfte abgewickelt werden. Anderkonten können sowohl als Geldkonten als auch als Anderdepots (Sachkonten) geführt werden. Bankrechtlich wird das Anderkonto dem „Eigenkonto“ gegenübergestellt, das eigenen Zwecken des Kontoinhabers dient. Das Anderkonto dient dagegen nicht eigenen Zwecken des Kontoinhabers, er wird aber gleichwohl dem kontoführenden Kreditinstitut gegenüber allein berechtigt und verpflichtet. Der Inhaber des Anderkontos verwaltet dieses für den Dritten treuhänderisch.

## Arten
Einem Anderkonto liegt ein Treuhandverhältnis zugrunde. Der Kontoinhaber des Anderkontos ist der Treuhänder, der Treugeber ist der aus dem Anderkonto begünstigte Eigentümer des auf dem Anderkonto verbuchten Treuhandvermögens. Je nach Vertragsgestaltung des Treuhandverhältnisses unterscheidet man:
- Bei einem echten Treuhandverhältnis wird das Treuhandvermögen vom Treugeber dem Treuhänder zu Eigentum übertragen. Wirtschaftlich betrachtet gehört das Treuhandvermögen aber zum Vermögen des Treugebers, der es weiter bilanzieren darf. Der Treuhänder handelt im eigenen Namen und für eigene Rechnung.
- Bei einem unechten Treuhandverhältnis bleibt der Treugeber Eigentümer des Treuhandvermögens. Der Treuhänder ist jedoch ermächtigt, entweder im eigenen Namen über das Treuhandvermögen zu verfügen oder als Stellvertreter des Treugebers zu handeln. Der Treuhänder handelt im fremden Namen für fremde Rechnung.

Den kontoführenden Kreditinstituten wird lediglich das echte Treuhandverhältnis offengelegt, so dass ein unechtes Treuhandverhältnis nur durch die Eröffnung eines Anderkontos erkennbar ist.
Unterschieden werden Sammelanderkonto und Einzelanderkonto. Auf einem Sammelanderkonto sammeln Rechtsanwälte Fremdgeld für verschiedene Mandanten und auf einem Einzelanderkonto nur für einen bestimmten Mandanten. Die Sammelanderkonten der Rechtsanwälte unterliegen besonders strengen gesetzlichen Vorschriften (§ 4 Abs. 2 Satz 3 BORA) und werden wegen der immer strenger werdenden Geldwäschevorschriften (§ 8 GWG) besonders kritisch gesehen.

## Rechtsfragen
Rechtsgrundlage
Anderkonten sind offene Vollrechtstreuhandkonten, aus denen ausschließlich der das Konto eröffnende Rechtsanwalt persönlich der Bank gegenüber berechtigt und verpflichtet ist. Für Anderkonten gelten als Rechtsgrundlage neben den Allgemeinen Geschäftsbedingungen der Kreditinstitute zusätzlich die „Bedingungen für Anderkonten und Anderdepots“. Auf Anderkonten werden fremde Gelder, auf Anderdepots fremde Wertpapiere verwaltet. Die Bedingungen enthalten Regelungen für die Geltendmachung von Rechten des Kreditinstituts, über Kontoeröffnung, Kontoführung, Verfügungsbefugnis und Rechtsnachfolge. Nach einer Vereinbarung der Spitzenverbände der deutschen Kreditwirtschaft dürfen sie nur geführt werden für bestimmte Berufsgruppen wie Buchprüfer, Notare, Patentanwälte, Rechtsanwälte, Steuerberater oder Wirtschaftsprüfer. Diese eröffnen die Anderkonten auf ihren Namen mit dem Zusatz „Anderkonto“ und fungieren als Treuhänder.
Kontenwahrheit
Damit ist die formale Kontenwahrheit des § 154 Abs. 1 AO bereits erfüllt. Die Treuhänder sind außerdem verpflichtet, den Namen und die Anschrift des wirtschaftlich berechtigten Treugebers mitzuteilen (materielle Kontenwahrheit des § 8 Abs. 1 GwG). Im Außenverhältnis nimmt der Treuhänder als Kontoinhaber die Stellung eines Vollrechtsinhabers ein und besitzt die alleinige Verfügungsgewalt über das Anderkonto. Das Innenverhältnis zwischen dem Treuhänder und dem Treugeber verpflichtet den Treuhänder schuldrechtlich, die Interessen des Treugebers wahrzunehmen und nur solche Kontoverfügungen vorzunehmen, die sich aus dem Treuhandvertrag ergeben.
Pfandrechte
Bei offener Treuhand hat das kontoführende Kreditinstitut weder das Recht zur Aufrechnung, noch ein Pfandrecht oder Zurückbehaltungsrecht außer für Forderungen aus der Kontoführung des Anderkontos. Eine Pfändung durch Dritte kann der Treuhänder durch Drittwiderspruchsklage abwehren. Bei Anderkonten fehlt es an der für Pfandrechte notwendigen Konnexität. Bei Insolvenz des Treuhänders fallen die Guthaben auf Anderkonten nicht in seine Vermögensmasse. Nach § 47 InsO besteht ein Recht auf Aussonderung des Treuhandvermögens aus der Insolvenzmasse. 
Besonderheiten
Gesetzliche Vorgaben gibt es für Notare und Rechtsanwälte. Ein Notar hat gemäß § 58 BeurkG anvertraute Gelder unverzüglich einem Sonderkonto für fremde Gelder (Notaranderkonto) zuzuführen, Fremdgelder sowie deren Erträge dürfen auch nicht vorübergehend auf einem sonstigen Konto des Notars oder eines Dritten geführt werden. Über das Notaranderkonto darf nur der Notar persönlich, dessen amtlich bestellter Notarvertreter oder der Notariatsverwalter verfügen (§ 58 Abs. 3 BeurkG). Fremde Gelder sind von Rechtsanwälten nach § 43a Abs. 7 BRAO unverzüglich an den Empfangsberechtigten weiterzuleiten oder auf ein Anderkonto einzuzahlen. 
Die Gelder von Mündeln oder Betreuten dürfen auf Anderkonten durch den anwaltlichen Vormund oder Betreuer verwaltet werden. Im Insolvenzverfahren ist es dagegen unzulässig, ein Insolvenzkonto in Form eines Anderkontos zu führen.

## Wirtschaftliche Aspekte
Treuhandkonten und deren Unterart Anderkonten kommen im Wirtschaftsleben eine große Bedeutung zu. Auf ihnen sind Vermögen in Form von Buchgeld oder Wertpapieren, vor allem Effekten (Wertpapierdepot), verbucht, die einer bestimmten Zweckbindung unterliegen. Diese kann insbesondere in einer Hinterlegung, Sicherheitsleistung oder Vermögensverwaltung bestehen. Die verschiedenen Vermögenssphären zwischen Vermögensinhaber und Treuhänder müssen stets getrennt bleiben und für Dritte ersichtlich sein. Geschieht dies nicht, kann für die Eröffnung insbesondere verdeckter Treuhandkonten Vermögensverschleierung eine Rolle spielen.
Für Anderkonten wird eine Hebegebühr fällig, wenn ihre Guthaben weitergeleitet werden. Bei Immobiliengeschäften wie einem Grundstückskaufvertrag kann vertraglich vereinbart werden, dass der Kaufpreis vom Käufer zunächst auf ein Anderkonto des Treuhänders (meist Rechtsanwalt oder Notar) gezahlt wird. Dadurch wird die vorzeitige Darlehensauszahlung (Valutierung) zur Kaufpreisabwicklung ermöglicht, solange das Grundpfandrecht noch nicht im Grundbuch eingetragen ist. Der Treuhänder trägt die Gewähr für die zweckentsprechende Verwendung der Gelder durch Treuhandauftrag (siehe im Einzelnen: Belastungsvollmacht).